# Železniško postajališče Zazid
Železniško postajališče Zazid je eno izmed nekdanjih železniških postajališč v Sloveniji, ki je oskrbovalo bližnje naselje Zazid. Postajna stavba in peron sta bila zgrajena leta 1950. Do njunih ostankov vodita gozdna cesta in planinska pot, ki se nadaljujeta do več točk Kraškega roba. Postajališče je bilo ukinjeno in postajna stavba porušena.